# Campeonato Mundial de Ciclismo em Estrada de 1999
O LXVI Campeonato Mundial de Ciclismo em Estrada realizou-se em Verona (Itália) entre 4 e 10 de outubro de 1999, baixo a organização da União Ciclista Internacional (UCI) e a Federação Ciclista Italiana.
O campeonato constou de corridas nas especialidades de contrarrelógio e de rota, nas divisões elite masculino, elite feminino e masculino sub-23; ao todo outorgaram-se seis títulos de campeão mundial.

## Resultados

### Masculino
- Contrarrelógio

| Posto  | Ciclista          | País        | Tempo   |
| ------ | ----------------- | ----------- | ------- |
| Ouro   | Jan Ullrich       | Alemanha    | 1:00:28 |
| Prata  | Michael Andersson | Suécia      | 1:00:42 |
| Bronze | Chris Boardman    | Reino Unido | 1:01:27 |

- Estrada

| Posto  | Ciclista         | País    | Tempo   |
| ------ | ---------------- | ------- | ------- |
| Ouro   | Óscar Freire     | Espanha | 6:19:29 |
| Prata  | Markus Zberg     | Suíça   | 6:19:33 |
| Bronze | Jean-Cyril Robin | França  | 6:19:33 |

### Feminino
- Contrarrelógio

| Posto  | Ciclista                      | País          | Tempo    |
| ------ | ----------------------------- | ------------- | -------- |
| Ouro   | Leontien Zijlaard-van Moorsel | Países Baixos | 32:31,87 |
| Prata  | Anna Wilson                   | Austrália     | 32:36,44 |
| Bronze | Edita Pučinskaitė             | Lituânia      | 33:03,62 |

- Estrada

| Posto  | Ciclista          | País      | Tempo   |
| ------ | ----------------- | --------- | ------- |
| Ouro   | Edita Pučinskaitė | Lituânia  | 2:59:49 |
| Prata  | Anna Wilson       | Austrália | 3:00:07 |
| Bronze | Diana Žiliūtė     | Lituânia  | 3:00:07 |

### Sub-23
- Contrarrelógio

| Posto  | Ciclista            | País      | Tempo    |
| ------ | ------------------- | --------- | -------- |
| Ouro   | José Iván Gutiérrez | Espanha   | 39:34,96 |
| Prata  | Michael Rogers      | Austrália | 39:36,52 |
| Bronze | Yevgueni Petrov     | Rússia    | 40:04,14 |

- Estrada

| Posto  | Ciclista          | País     | Tempo   |
| ------ | ----------------- | -------- | ------- |
| Ouro   | Leonardo Giordani | Itália   | 4:22:36 |
| Prata  | Luca Paolini      | Itália   | 4:22:45 |
| Bronze | Matthias Kessler  | Alemanha | 4:22:45 |

## Medalheiro
| 1 | Espanha       | 2 | 0 | 0 | 2  |
| 2 | Itália        | 1 | 1 | 0 | 2  |
| 3 | Lituânia      | 1 | 0 | 2 | 3  |
| 4 | Alemanha      | 1 | 0 | 1 | 2  |
| 5 | Países Baixos | 1 | 0 | 0 | 1  |
| 6 | Austrália     | 0 | 3 | 0 | 3  |
| 7 | Suécia        | 0 | 1 | 0 | 1  |
| 8 | Suíça         | 0 | 1 | 0 | 1  |
| 9 | França        | 0 | 0 | 1 | 1  |
|   | Reino Unido   | 0 | 0 | 1 | 1  |
|   | Rússia        | 0 | 0 | 1 | 1  |
|   | TOTAL         | 6 | 6 | 6 | 18 |